# АДЕДІ
АДЕДІ (грец. Α.Δ.Ε.Δ.Υ., повна назва Ανώτατη Διοίκηση Ενώσεων Δημόσιων Υπαλλήλων) — конфедерація профспілок державних службовних Греції, найбільше об'єднання держслужбовців в країні. Чинний президент конфедерації — Спірос Папаспіру.
До складу конфедерації входять 46 профспіок. Діють 47 регіональних представництв. Штаб-квартира розташована в Афінах. Сама конфедерація — член Європейської конфедерації профспілок.
У 2010 році організація стала основним скеровуючим рушієм загальнонаціональних страйків та акцій протесту проти введення урядом Греції програми жорсткої економії у спробі подолати боргову кризу.